# Wapen van België
Het wapen van België bestaat uit een centraal geplaatst zwart schild (sabel) met daarop een klimmende leeuw van Brabant in goud, getongd en geklauwd in keel (rood) (Leo Belgicus); dit is het historische wapen van Brabant. De schildhouders bestaan uit twee aanziende leeuwen die het schild en een speer vasthouden met de vlag van België. Onderaan het schild hangt de Leopoldsorde en de nationale leuze: L'union fait la Force - Eendracht maakt macht
Het wapen is bedekt door een hermelijnen mantel, uitgevoerd in rood en opgeknoopt met gele touwen; die moet de monarchie voorstellen. Het wapen is gekroond met de koningskroon van België. Boven de kroon is het wapen van Brabant afgebeeld, geflankeerd door de wapens van de acht andere oorspronkelijke individuele provincies van België (v.l.n.r.: Antwerpen, West-Vlaanderen, Oost-Vlaanderen, Luik, Henegouwen, Limburg, Luxemburg en Namen).

## Geschiedenis van het Belgische wapen
Het Koninkrijk van België besloot zijn wapenschild en vlag te baseren op de symbolen die werden gebruikt door de kortstondige Verenigde Belgische Staten. Deze ontstonden nadat de Belgen het Oostenrijkse heerschapij over de zuidelijke Nederlanden hadden afgevochten. Ze bestonden als een onafhankelijke staat van januari tot december 1790. Het hertogdom Brabant had het voortouw genomen in de zogenaamde Brabantse Omwenteling, de opstand tegen keizer Jozef II, en domineerde daarna de Verenigde Belgische Staten. Daarom kwam de Brabantse Leeuw  (Leo Belgicus) symbool te staan voor de hele federatie, en uiteindelijk ook België.
Tijdens de Nederlandse Opstand adopteerden de provincies die in opstand kwamen tegen het bewind van koning Filips II in 1578 een gemeenschappelijk zegel met de Leo Belgicus, die een kroon droeg en een zwaard en een bundel pijlen vasthield. De kroon stond voor soevereiniteit, het zwaard voor de oorlog tegen Spanje en de pijlen voor de eendracht en eenheid onder de opstandige provincies. Aanvankelijk had de leeuw van de (Nederlandse) Republiek der Zeven Verenigde Provinciën de Brabantse kleuren (Goud, zwart en rood). Pas toen het grootste deel van Brabant in de jaren 1580 door Spanje werd heroverd en Holland de Republiek ging domineren, werden de kleuren van de Brabantse leeuw (Zwart, goud en rood) de definitieve tinten van het wapen van de Verenigde Provinciën.
De Belgische (of Brabantse) Opstand leverde ook het motto "Eendracht maakt macht" op. De Verenigde Staten van België van 1790 gebruikten de Latijnse versie In Unione Salus. Hun motto werd vervolgens overgenomen en in 1831 door het Koninkrijk België in het Frans vertaald (L'union fait la Force). Pas in 1958 werd beslist dat de officiële Nederlandse vertaling Eendracht maakt macht moest luiden.

### Belgische wapens door de geschiedenis

Wapen van het Graafschap Vlaanderen (863–1794)
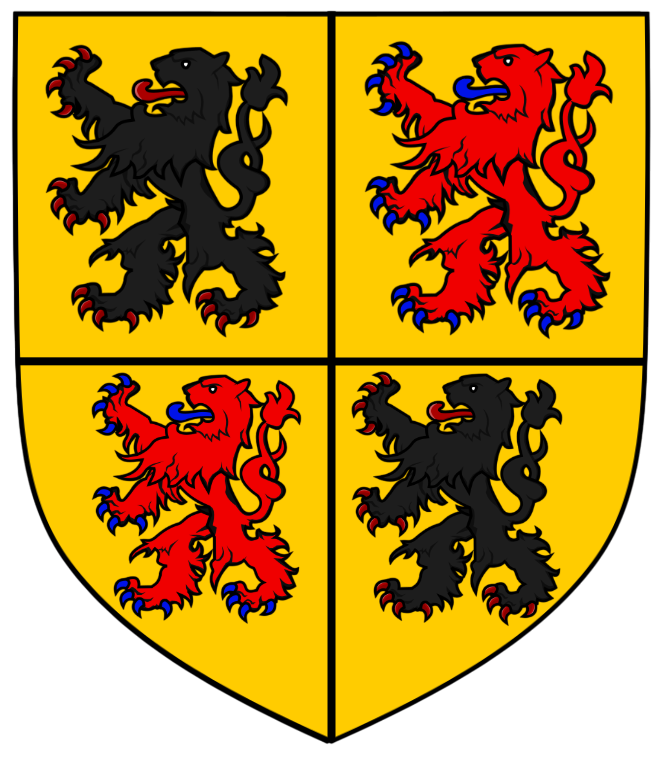
Wapen van het Graafschap Henegouwen (900–1477)
Wapen van Hertogdom Neder-Lotharingen (959–1190)
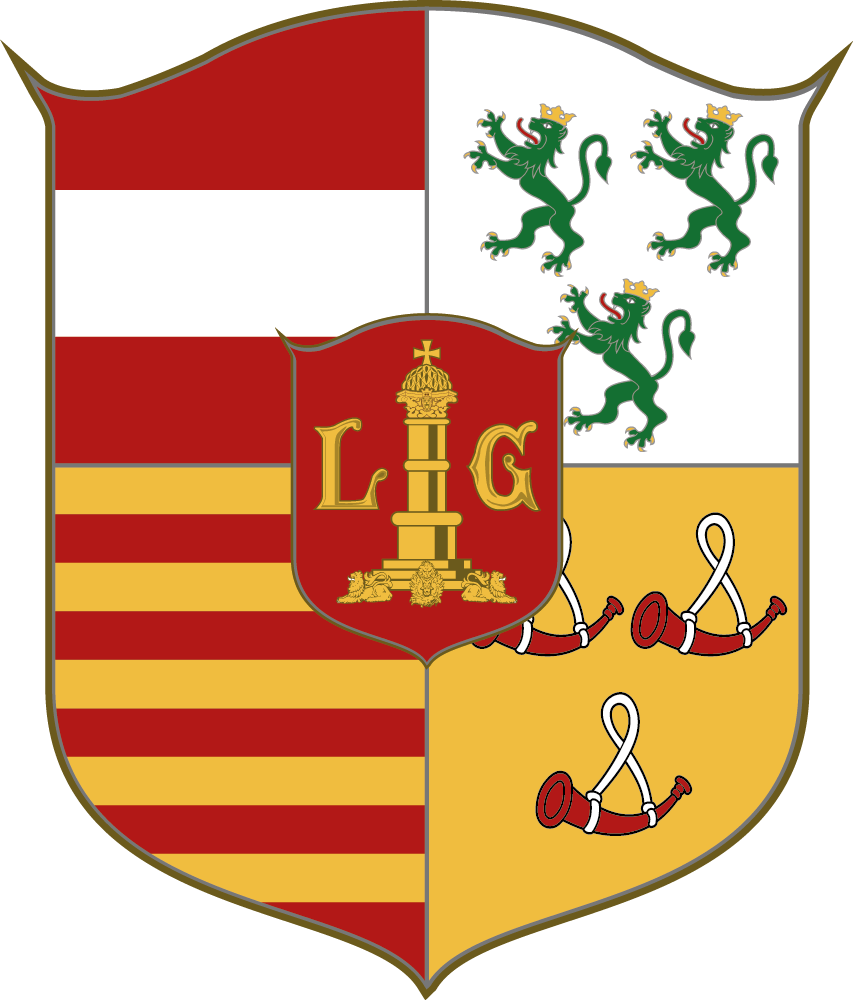
Wapen Prinsbisdom Luik (980–1790)
Wapen van het Graafschap Namen (981–1797)
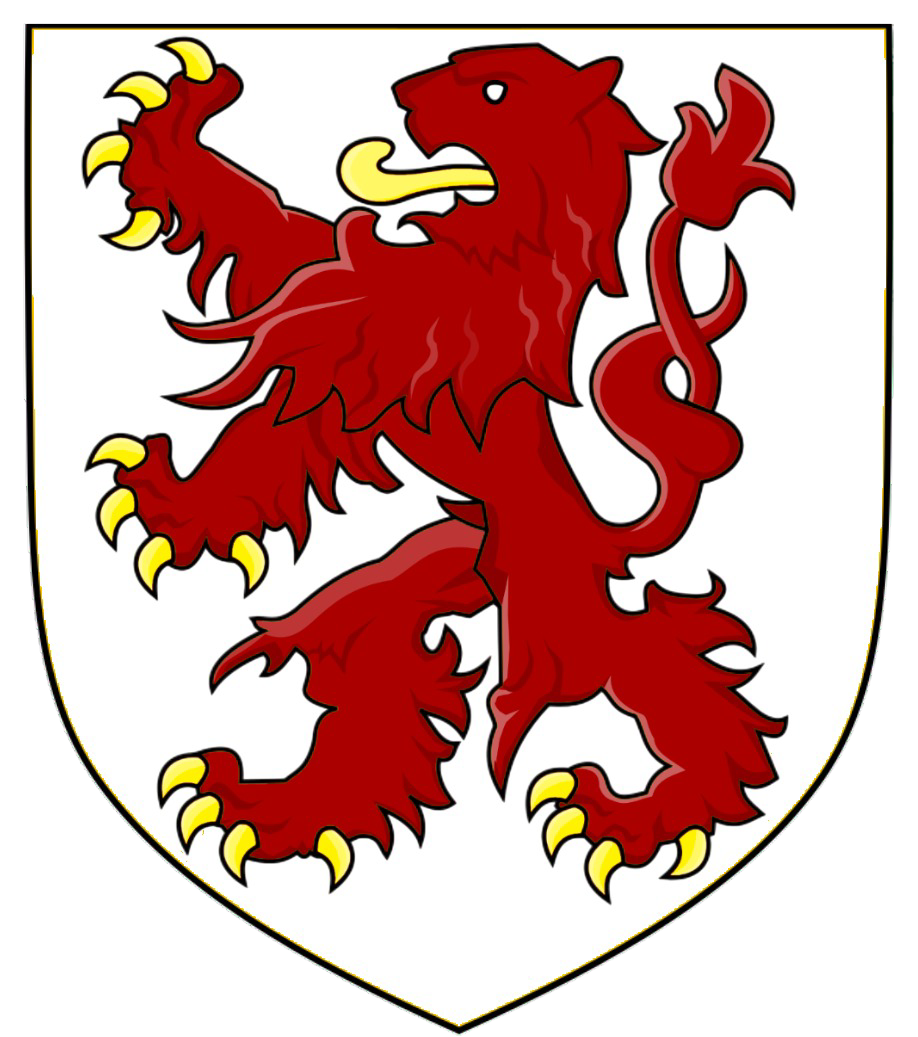
Wapen van het hertogdom Limburg (1065–1797)
Wapen van het Hertogdom Brabant (1183–1794)
Wapen van de Bourgondische Nederlanden (1384–1482)
Wapen van de Habsburgse Nederlanden
Wapen van de Spaanse Nederlanden (1556–1714)
Wapen van de Oostenrijkse Nederlanden (1714–1797)
Wapen van de Verenigde Belgische staten (1789–1790)
Wapen van het Verenigd Koninkrijk der Nederlanden (1815–1830)
Wapen van België (1831–nu)

## Wapenschild Koning der Belgen
De eerste Koning der Belgen, Leopold I van België, nam het wapenschild van de staat België in zijn geheel over als vorst. Alleen werd er nog een hartschild aan toegevoegd dat hij droeg als prins van het Verenigd Koninkrijk. Dat hartschild bestond dus uit vier delen waarbij het eerste en vierde kwartier het wapen van het Verenigd Koninkrijk weergaven. In de tweede en derde kwartier stond het wapen van het Huis Wettin waartoe hij toebehoorde als prins van Saksen-Coburg-Saalfeld. Het gebruik van het Engelse wapen in zijn eigen wapenschild is uit de respect dat hij had voor zijn eerste vrouw, Charlotte of Wales, die overleden was na de bevalling van hun eerste geboren kind die het helaas zelf ook niet overleefd had.
Na het overlijden van Leopold I in 1865 werd hij opgevolgd door zijn zoon Leopold II van België. Deze behield het wapenschild van zijn vader, maar liet in de plaats het wapen van het Huis Wettin als volledig hartschild dienen als verwijzing naar de Saksische afkomst van het Huis Saksen-Coburg en Gotha die de Belgische vorsten voortbrengt. Daarbij zal het hartschild ook deels gedraaid zijn. Dit wapen werd behouden tot in 1921 na de Eerste Wereldoorlog werd aangepast door koning Albert I. Het hartschild werd daarop verwijderd nadat in Duitsland na het verlies van de oorlog verdween waarbij ook de Duitse titels die de Belgische koningen droegen. Daarbij was het ook beter om als Belgische koning afstand te doen van hun Duitse afkomst na de gruweldaden van de Duitsers in eigen land. Hiermee werd ook de naam van de dynastie aangepast dat in de plaats Saksen-Coburg en Gotha omgevormd werd naar van België. Dit zal ook het geval zijn in het Verenigd Koninkrijk. Daarmee droegen de Koningen der Belgen hetzelfde wapen als het wapen van België.
In 2019 werden door de koning Filip van België het wapenschild opnieuw veranderd via een Koninklijk besluit. Het wapenschild van de Koninklijke Familie keert daarbij terug naar die van Leopold II en Albert I. Een extra aanpassing is dat het wapenspreuk onder het wapen nu ook in de drie landstalen, Nederlands, Frans en Duits, worden gebruikt en niet alleen in het Frans. Daarmee wil koning Filip het signaal geven koning te zijn van alle Belgen. Met het terug invoeren van het wapenschild van het Huis Wettin wil Filip niet langer wegsteken dat zijn dynastie dus van Saksische afkomst is zeker nu er weer sterke banden zijn met Duitsland. Verder krijgen ook de aftredende koning en koningin Albert II en Paolo een variant samen met kroonprinses Elisabeth, Hertogin van Brabant. Ook andere vrouwelijke leden van de Koninklijke Familie krijgen een variant van het wapenschild wat een logisch gevolg is nadat de Salische wet afgeschaft is.

### Wapenschild van de Koninklijke Familie
Hierbij worden er specifieke varianten opgesteld op het wapen van België voor specifieke personen binnen de Koninklijke Familie afhankelijk van de relatie met de Koning. Met prinsen en prinsessen wordt er naar de directe kinderen van de koning bedoeld. Zo hebben de kinderen van Filip, buiten Elisabeth als kroonprinses en troonopvolger, het zelfde wapenschild als Astrid en Laurent die broer en zus van Filip zijn, maar zijn ook de kinderen van de voormalige koning Albert II. Al hun kinderen vallen onder de prinsen en prinsessen die tot de koninklijke familie behoren waarop ze zelf ook een apart variant van het wapen krijgen.

### Wapen van (voormalige) koningen der Belgen

Wapen van de Koning der Belgen, Koning Filip
Wapen van voormalig Koning der Belgen
Wapen van de eerste Koning der Belgen, Leopold I
Wapen van voormalig Koning der Belgen, Leopold II
Wapen van voormaligie Koningen der Belgen, Albert I, Leopold III,Boudewijn I en Albert II

### Wapen van de Belgische Koninklijke Familie

Wapen van de Koning der Belgen, Koning Filip
Groot wapen van het Koninklijk Huis van België
Wapen van het Koninklijk Huis van België
Klein wapen van het Koninklijk Huis van België
Wapen van de prins van België
Wapen van de prinses van België
Wapen van een prins van de Koninklijke Familie
Wapen van een prinses van de Koninklijke Familie
Wapen van de kroonprins en hertog van Brabant,
Wapen van kroonprinses en hertogin van Brabant, (Prinses Elisabeth)

### Wapen van het Koninklijk echtpaar

Wapen van huidig Koning Filip en Koningin Mathilde
Wapen van voormalig Koning Albert II en Koningin Paola
Wapen van voormalig Koning Boudewijn en Koningin Fabiola
Wapen van voormalig Koning Leopold III en Koningin Astrid
Wapen van voormalig Koning Albert I en Koningin Elisabeth
Wapen van voormalig Leopold II en Koningin Marie
Wapen van voormalig Leopold I en Koningin Louise

## Belgisch wapenschild

Wapen van Belgie met het wapenschild als vlag van elke Belgische provincie
Gekroond schild van België
Schild van België

## Koloniale wapens

Groot Wapen van Belgisch Congo (1908–1960)
Middelwapen van Belgisch Congo (1908–1960)
Klein wapen van Belgisch Congo (1908–1960)
Wapen van Ruanda-Urundi (1916–1962)
Wapen van het Lado-enclave (1894–1910)
Wapen van de Belgische Consessie in Tianjin (1902–1931)

## Andere Belgische wapens

Wapen van het Neutral Moresnet (1816–1920)
Wapen van het Oosendse Compagnie (1722–1731)
Heraldische Raad wapen (Vlaams gewest)
Heraldische Raad wapen (Waals gewest)

## Leo Belgicus (Belgische leeuw)

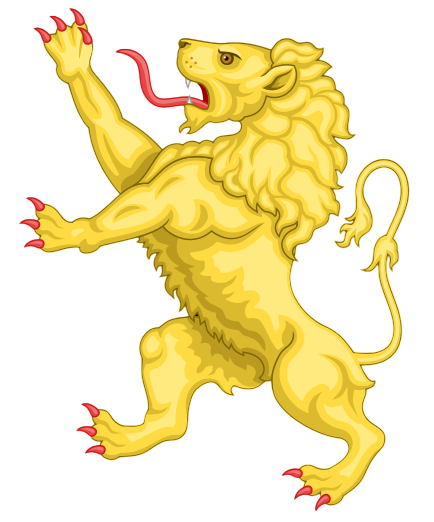
Leo Belgicus (Belgische/Brabantse Leeuw)
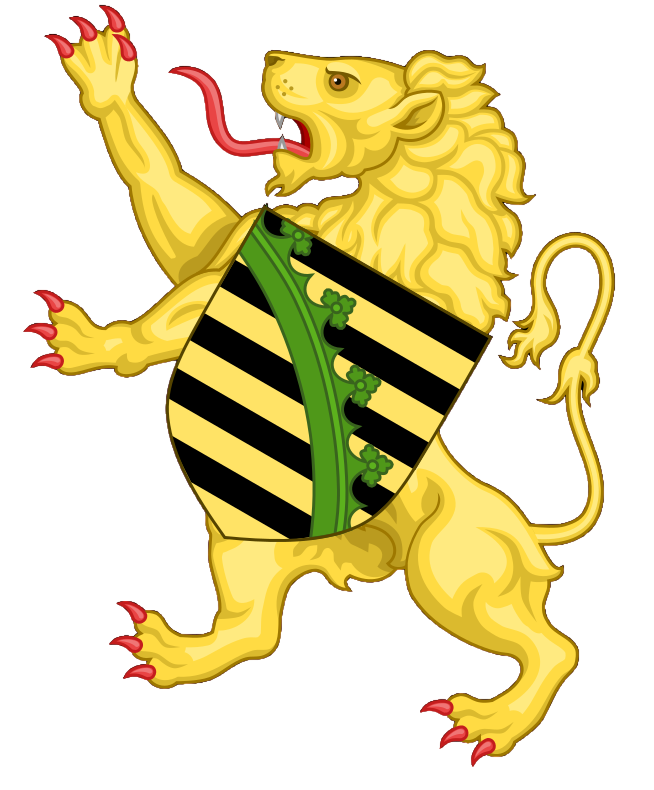
Leo Belgicus van het Koninklijk huis van België (Leo Belgicus + Wapen van Saksen-Coburg en Gotha
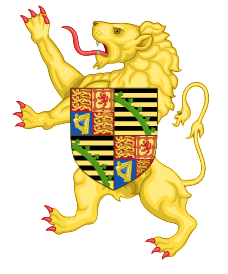
Leo Belgicus op het wapenschild van Leopold I
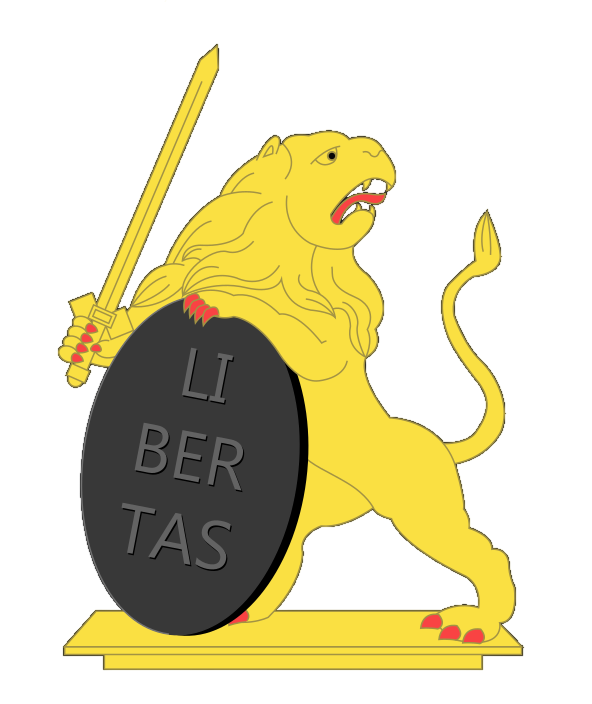
Leo Belgicus van de Verenigde Belgische Staten
Leo Belgicus van het Hertogdom Brabant en het Belgicisme